# Diaphaenidea lateralis
Diaphaenidea lateralis es una especie de insecto coleóptero de la familia Chrysomelidae.

## Distribución geográfica
Habita en la Sumbawa (Indonesia).